# 4 Pułk Piechoty Obrony Krajowej
Pułk Piechoty Obrony Krajowej Klagenfurt Nr 4 (LIR. Klagenfurt Nr. 4) – pułk piechoty cesarsko-królewskiej Obrony Krajowej.

## Historia pułku
1 maja 1889 roku został sformowany Styryjsko-karyncki Pułk Piechoty Obrony Krajowej Nr 4 (niem. Steierisch-kärnthnerisches Landwehr-Infanterie-Regiment Nr. 4). W skład pułku włączono trzy samodzielne dotąd bataliony, a mianowicie:
- Styryjski Batalion Strzelców Obrony Krajowej Leoben Nr 23 w Leoben (utworzony w 1869 roku),
- Karyncki Batalion Strzelców Obrony Krajowej Klagenfurt Nr 26 w Klagenfurcie (utworzony w 1869 roku),
- Karyncki Batalion Strzelców Obrony Krajowej Villach Nr 27 w Klagenfurcie (utworzony w 1869 roku)

Sztab pułku stacjonował w Klagenfurcie. Wszystkie bataliony włączone w skład pułku zachowały dotychczasową numerację i nazwy własne pochodzące od nazw miejscowości, w których zostały utworzone. Bataliony były jednostkami ewidencyjnymi. Na stanowisko komendanta pułku został wyznaczony ppłk Friedrich Marx, dotychczasowy komendant Karynckiego Batalionu Strzelców Obrony Krajowej Klagenfurt Nr 26. Pełniąc obowiązki komendanta pułku pozostawał oficerem macierzystego batalionu.
W 1894 roku, w związku z wprowadzeniem nowej organizacji c. k. Obrony Krajowej, dokonano następujących zmian organizacyjnych:
- oddział otrzymał nazwę „Pułk Piechoty Obrony Krajowej Klagenfurt Nr 4”,
- Bataliony Obrony Krajowej Leoben Nr 23 został wcielony w skład Pułku Piechoty Obrony Krajowej Graz Nr 3,
- w skład pułku zostały włączone Bataliony Obrony Krajowej Rudolfswerth Nr 24 i Laibach Nr 25, które stacjonowały w Lublanie (niem. Laibach) i do tego czasu były podporządkowane komendantowi Kraińsko-pobrzeżnego Pułku Piechoty Obrony Krajowej Nr 5,
- bataliony otrzymały nową numerację, obowiązującą w ramach pułku,
- pułk otrzymał okręg uzupełnień Obrony Krajowej Klagenfurt[4].

Organizacja i dyslokacja pułku w 1894 roku:
- sztab pułku w Klagenfurcie,
- 1. batalion (były Batalion Obrony Krajowej Klagenfurt Nr 26) w Klagenfurcie, komendant batalionu – mjr Arthur von Sommaruga,
- 2. batalion (były Batalion Obrony Krajowej Villach Nr 27) w Klagenfurcie, komendant batalionu – ppłk Friedrich von Schildenfeld,
- 3. batalion (były Batalion Obrony Krajowej Laibach Nr 25) w Lublanie, komendant batalionu – mjr Karl Andrioli,
- 4. batalion (były Batalion Obrony Krajowej Rudolfswerth Nr 26) w Lublanie, komendant batalionu – mjr Rudolf von Zergollern,
- Komenda Okręgu Uzupełnień Obrony Krajowej Klagenfurt – mjr Valentin Rupert[4].

Pułk został podporządkowany Komendzie Brygady Piechoty Obrony Krajowej w Grazu (niem. Landwehr-Infanterie-Brigade-Commando in Graz), która w 1900 roku została podporządkowana Komendzie Dywizji Obrony Krajowej w Grazu (niem. Landwehr-Truppen-Divisions-Commando in Graz).
Z dniem 1 października 1901 roku pułk przyjął nową organizację, która przewidywała w jego składzie trzy bataliony. Dotychczasowe 3. i 4. bataliony zostały włączone w skład nowo utworzonego Pułku Piechoty Obrony Krajowej Laibach Nr 27 w Lublanie. Trzeci batalion pułku został utworzony od podstaw w Klagenfurcie. Równocześnie pułk został podporządkowany komendantowi nowo powstałej 44 Brygady Piechoty Obrony Krajowej w Lublanie należącej do 22 Dywizji Piechoty Obrony Krajowej. 
W styczniu 1906 roku oddział, bez zmiany nazwy, został pułkiem górskim Obrony Krajowej (niem. Lendwehrgebirgsregiment). W tym samym roku 3. batalion został przeniesiony do Hermagor. W 1908 roku 2. batalion został przeniesiony z Klagenfurtu do Gorycji (niem. Görz).
Z dniem 1 marca 1911 roku 2. batalion w Gorycji został włączony w skład Pułku Piechoty Obrony Krajowej Laibach Nr 27. Równocześnie 3. batalion w Hermagor został przemianowany na 1. batalion, a dotychczasowy 1. batalion w Klagenfurcie przemianowany na 2. batalion. W styczniu 1912 roku w składzie pułku został utworzony 2. batalion w Hermagor. Jednocześnie dotychczasowy 2. batalion w Klagenfurcie został przemianowany na 3. batalion.
Do 1914 komenda pułku razem z III batalionem stacjonowała w Klagenfurcie, natomiast I i II bataliony stacjonowały w Hermagor. Pułk nadal wchodził w skład 44 Brygady Piechoty Obrony Krajowej.

## Żołnierze
Komendanci pułku
- ppłk / płk Friedrich Marx (1889[13] – 1892 → stan spoczynku[14])
- płk Norbert Rivé vo Westen (1892[15] – 1896 → stan spoczynku[16])
- płk Titus Kraft (1896[17] – 1897 → stan spoczynku)
- płk Benedikt von Emmert (1897 – 1903 → komendant 92 Brygady Piechoty Obrony Krajowej[18])
- płk Ludwig Viktor Ignaz Amon von Gestrin (1903[19] – 1906 → komendant Placu Obrony Krajowej w Wiedniu)
- ppłk / płk Adam Brandner von Wolfszahn (1906[9] – 1912 → komendant 92 Brygady Piechoty Obrony Krajowej[20])
- płk Friedrich Eckhardt von Eckhardtsburg (1912[21] – 1915[12] → komendant 88 Brygady Strzelców Obrony Krajowej)

Oficerowie
- kpt. Jan Prymus
- ppor. Jarosław Powroźnicki